# Klabava
Klabava (en allemand : Klabawa) est une commune du district de Rokycany, dans la région de Plzeň, en Tchéquie. Sa population s'élevait à 470 habitants en 2022.

## Géographie
Klabava se trouve à 5 km au nord-ouest du centre de Rokycany, à 13 km à l'est de Plzeň et à 74 km au sud-ouest de Prague.
La commune est limitée par Dýšina au nord-ouest, par Litohlavy au nord-est, par Rokycany au sud-est et par Ejpovice au sud-ouest.

## Histoire
La première mention écrite de la localité date de 1401.

## Galerie

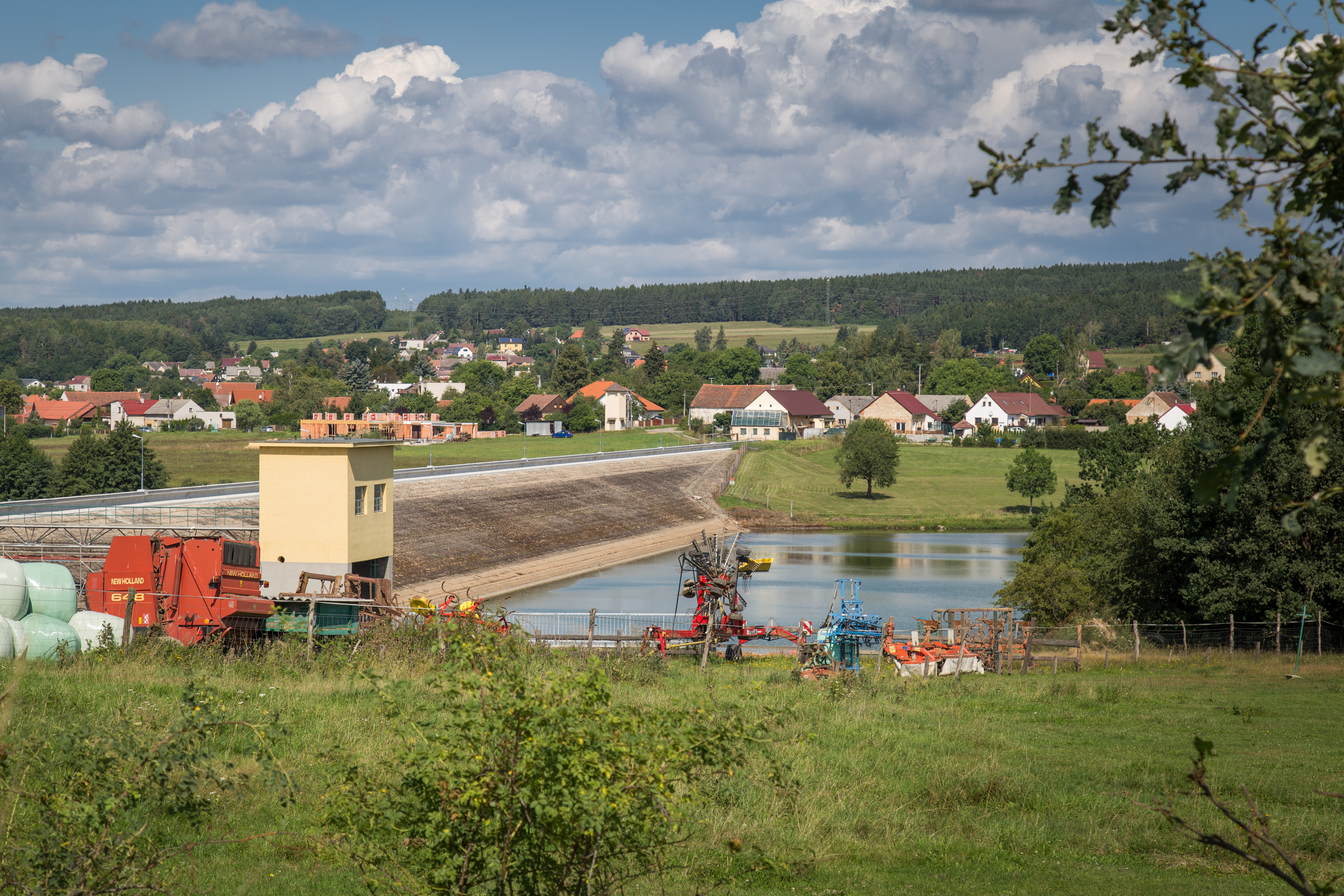
Barrage du réservoir de Klabava.
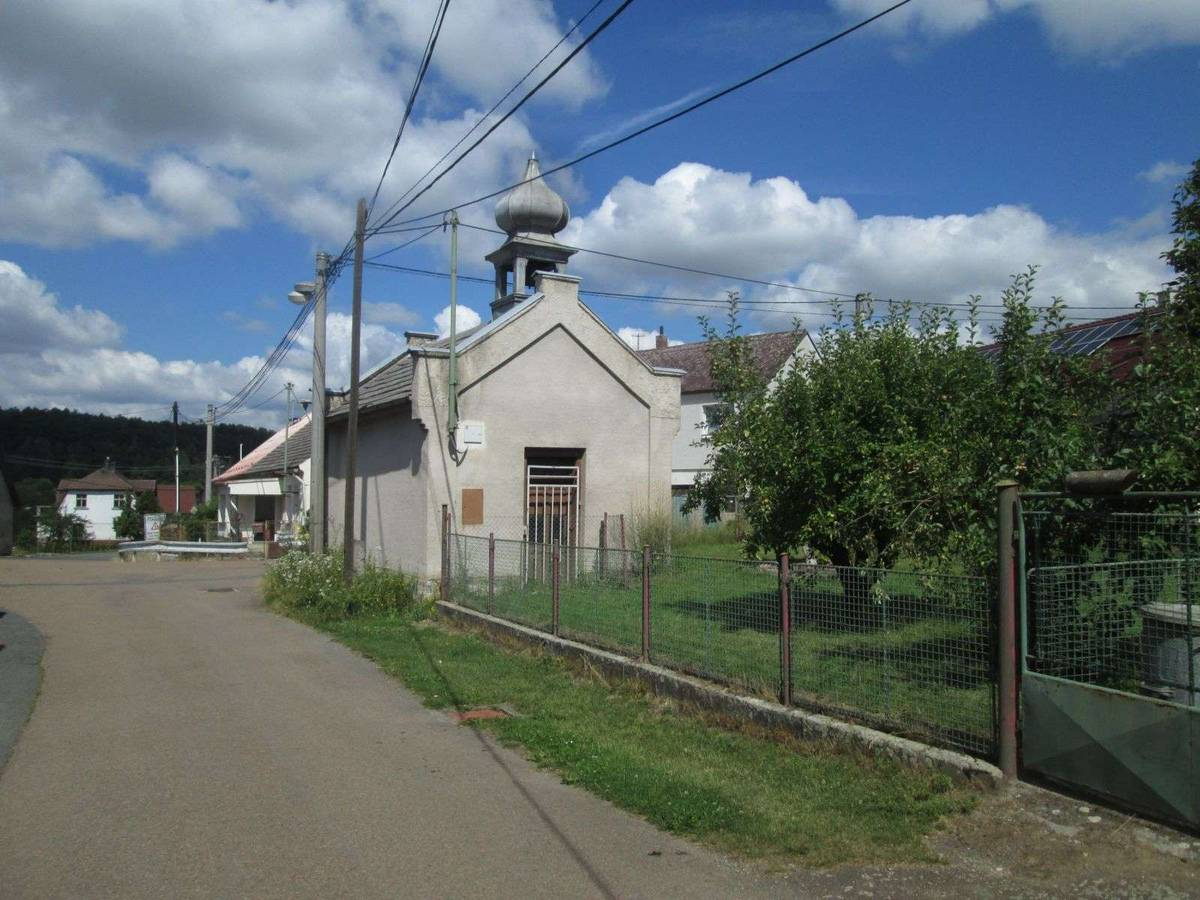
Chapelle à Klabava.

## Transports
Par la route, Klabava se trouve à 6 km de Rokycany, à 14 km de Plzeň et à 84 km de Prague. 